# Colette Rolland

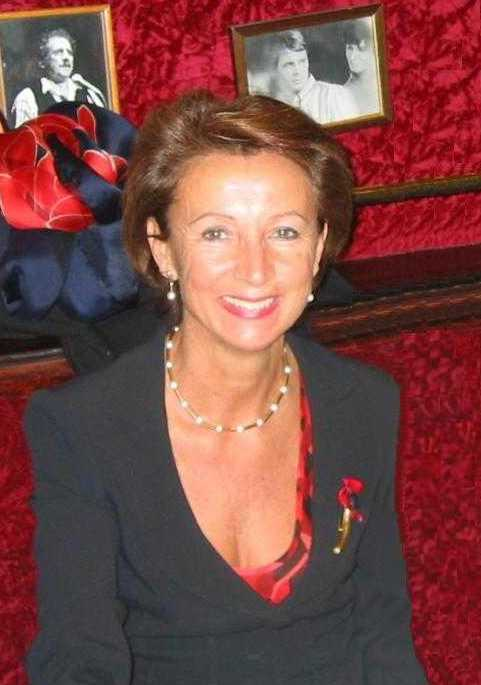
Colette Rolland (2007)

Colette Rolland, auch Colette Roland-Benci, (* 19. Dezember 1943 in Dieupentale, Tarn-et-Garonne, Frankreich) ist eine französische Informatikerin und Professorin für Informatik im Fachbereich Mathematik und Informatik an der Universität Paris 1 Pantheon-Sorbonne.
Sie ist eine führende Forscherin auf dem Gebiet der Informations- und Wissenssysteme und bekannt für ihre Arbeiten im Bereich der Metamodellierung, insbesondere der Zielmodellierung und des situativen Methoden-Engineering.

## Leben
Ab 1966 studierte sie angewandte Mathematik an der Universität Nancy, wo sie 1971 promovierte. 1973 wurde sie zur Professorin an der Universität Nancy, Fachbereich Informatik, ernannt. Im Jahr 1979 wurde sie Professorin an der Universität Paris 1 Pantheon-Sorbonne, Fachbereich Mathematik und Informatik.
Sie war an zahlreichen europäischen Forschungsprojekten beteiligt und leitete kooperative Forschungsprojekte mit Unternehmen. Derzeit ist sie emeritierte Professorin für Informatik an der Fakultät für Mathematik und Informatik.
Colette Rolland ist Mitglied des Redaktionsausschusses einer Reihe von Fachzeitschriften, darunter Journal of Information Systems, Journal on Information and Software Technology, Requirements Engineering Journal, Journal of Networking and Information Systems, Data and Knowledge Engineering Journal, Journal of Data Base Management und Journal of Intelligent Information Systems. Sie ist die französische Vertreterin im technischen Komitee IFIP TC8 über Informationssysteme und war neun Jahre lang Ko-Vorsitzende bzw. Vorsitzende des Arbeitskreises IFIP WG8.1.
Colette Rolland wurde mit einer Reihe von Preisen ausgezeichnet, darunter der IFIP Silver Core, der IFIP Service Award, der belgische Preis de la Fondation Franqui und der europäische Preis Information Systems.

## Arbeiten
Ihre Forschungsinteressen liegen in den Bereichen Informationsmodellierung, Datenbanken, temporale Datenmodellierung, objektorientierte Analyse und Design, Anforderungsmanagement und insbesondere Change Engineering, Method Engineering, CASE- und CAME-Tools, Veränderungsmanagement und Wissensentwicklung in Unternehmen.

## Publikationen
Colette Rolland ist Mitautorin von 7 Lehrbüchern, Herausgeberin von 25 Tagungsbänden und Autorin oder Mitautorin von über 280 Fachbeiträgen.
 Bücher (Auszug)
- 1991. Automatic Tools for Designing Office Information Systems: The Todos Approach. Research Reports ESPRIT, Project 813, Todos, Vol. 1. mit B. Pernici.
- 1992. Information System Concepts: Improving the Understanding, Proceedings. mit Eckhard D. Falkenberg. IFIP Transactions a, Computer Science and Technology.
- 1993. Advanced Information Systems Engineering. mit F. Bodart. Springer.
- 1994. A Natural Language Approach For Requirements Engineering. mit C. Proix.
- 1996. Facilitating "Fuzzy to Formal" Requirements Modelling. mit Janis Bubenko, P. Loucopoulos und V. Deantonellis.
- 1988. Temporal Aspects in Information Systems. mit F. Bodart. Elsevier Science Ltd.
- 1998. A framework of information system concepts. The FRISCO report. mit Eckhard D. Falkenberg, Paul Lindgreen, Björn E. Nilsson, J.L. Han Oei, Ronald Stamper, Frans J M Van Assche, Alexander A. Verrijn-Stuart und Klaus Voss.
- 1998. "A proposal for a scenario classification framework". mit anderen. In: Journal of. Requirements Engineering. vol. 3 pp. 23–47 – Springer Verlag, 1998
- 2000. Engineering information systems in the Internet context: IFIP TC8/WG8.1. mit Sjaak Brinkkemper und Motoshi Saeki.
- 2005. "Modeling Goals and Reasoning with Them" mit Camille Salinesi, in Engineering and Managing Software Requirements, herausgegeben von Aybüke Aurum und Claes Wohlin, Springer:Berlin/Heidelberg, S. 189–217.
- 2005. "Measuring the fitness relationship" mit Anne Etien, Requirements Engineering, vol. 10, S. 184–197, 2005.

Beiträge (Auszug)
- 1998. "A proposal for a scenario classification framework". mit anderen. In: Journal of. Requirements Engineering. vol. (3) S. 23–47 – Springer Verlag, 1998
- 2005. "Map-driven Modular Method Re-engineering: Improving the RESCUE Requirements Process". CAiSE Short Paper Proceedings 2005 mit Jolita Ralyté et al.
- 2006. "Intentional Cognitive Models with Volition". mit Ammar Qusaibaty, Newton Howard
- 2007. "Capturing System Intentionality with Maps", in Conceptual Modelling in Information Systems Engineering, herausgegeben von John Krogstie, Andreas Opdahl und Sjaak Brinkkemper, Springer:Berlin/Heidelberg, S. 141–158.
- 2007. "On the Adequate Modeling of Business Process Families". With Naveen Prakash. Paper 8th Workshop on Business Process Modeling, Development, and Support.
- 2008. Requirements engineering: foundation for software quality : 14th international working conference, REFSQ 2008, Montpellier, France, June 16–17, 2008 : proceedings. mit Barbara Paech (eds.).
- 2008. "Towards Engineering Purposeful Systems: A Requirements Engineering Perspective", in Database and Expert Systems Applications,  herausgegeben von S. S. Bhowmick, J. Küng und R. Wagner, Lecture Notes in Computer Science, vol. 5181, Springer:Berlin/Heidelberg, S. 1–4.
- 2009. "Exploring the Fitness Relationship between System Functionality and Business Needs", in Design Requirements Engineering: A Ten-Year Perspective, herausgegeben von  Kalle Lyytinen, Pericles Loucopoulos, John Mylopoulos und Bill Robinson, Lecture Notes in Business Information processing, Springer:Berlin/Heidelberg, S. 305–326.
- 2009. "Method engineering: towards methods as services", Software Process: Improvement and Practice, vol. 14, Nr. 3, S. 143–164.
- 2010. "An Intentional Approach to Service Engineering" mit Manuele Kirsch-Pinheiro und Carine Souveyet, IEEE Transactions on Services Computing, vol. 3, S. 292–305, 2010.
- 2013. Seminal Contributions to Information Systems Engineering: 25 Years of CAiSE. mit Janis Bubenko, John Krogstie, Óscar Pastor, Barbara Pernici, Arne Sølvberg (eds.).